# Kelang
Kelang (també Klang, Jawi: كلاڠ) és una ciutat portuària al sud-oest de Selangor, Malàisia. Els britànics van anomenar al port com Port Swettenham.
El districte és fronterer amb Kuala Langat al sud, Petaling a l'est i Kuala Selangor al nord. Estret de Malaca es troba a l'oest.

## Etimologia
Nom Klang es deriva de la paraula Malaio; Kilang els mitjans fàbrica.

## Història
La regió s'havia erigit en estat independent al segle xviii i al segle xix va formar part de la federació de Sri Menanti. El 1867 dos caps del país, Raja Abdullah de Selangor i Raja Mahadi de Kelang, va lluitar per controlar el comerç i es va produir una guerra que va durar set anys. Les dues parts van demanar ajut extern i els britànics van intervenir i l'octubre de 1874 es va nomenar un resident que no va tardar a suprimir l'estat de Klang i unir-lo a Selangor. La ciutat de Klang fou llavors la capital de l'estat de Selangor però el 1882 fou traslladada a Kuala Lumpur.